# Idioma córnico
El córnico es una lengua celta britónica, hablada antiguamente en el condado inglés de Cornualles y actualmente en proceso de revitalización.

## Historia
El córnico aparece hacia el 33 d. C. como resultado del desarrollo independiente del dialecto sudoccidental britónico tardío. Tradicionalmente se divide la historia del cornuallés en cuatro fases: 
- Córnico primitivo: oscilaría entre el 33 y el 333 d. C. y de esta etapa no hay registros escritos.
- Córnico antiguo: desde el 800 al 1200, etapa de donde procede el Vocabularium Cornicum.
- Córnico medio: desde el 1200 al 1575; de la segunda mitad de este período proviene la mayoría de la literatura tradicional cornuallesa.
- Córnico tardío: desde el 1575 al 1800, a veces también referido como córnico moderno, por analogía con el inglés moderno, francés moderno, etc.

Desapareció como idioma de uso habitual en el siglo XVIII, sustituido progresivamente por la lengua inglesa y es habitual creer que prácticamente se extinguió cerca del año 1800. Se suele decir que Dolly Pentreath (muerta en 1777) fue su última hablante nativa monolingüe, aunque se sostiene asimismo que hubo hablantes nativos posteriores. A pesar de sus supuestas últimas palabras Me ne vidn cewsel sawznek! (¡No quiero hablar inglés!), Dolly hablaba algo de inglés además de córnico, de forma que se supone que el último hablante monolingüe pudo ser Chesten Marchant muerto en 1676. 
A pesar de ello, actualmente existe constancia de que durante el siglo XIX había aún hablantes de la lengua. Entre los casos documentados, Matthias Wallis de St Buryan certificó en 1859 que su abuela, Ann Wallis, fallecida en 1844, hablaba córnico, afirmando también que otra persona, Jane Barnicoate, fallecida c. 1857, era también hablante de la lengua. En 1875 había al menos seis hablantes de córnico. El granjero John Davey, fallecido en 1891 en Boswednack, Zennor, puede haber sido la última persona con conocimientos tradicionales de córnico antes de la resurrección de la lengua a principios del siglo XX. Es posible que algunos elementos del lenguaje sobrevivieran más allá del uso de la lengua completa.
Actualmente existen evidencias de que durante el siglo XIX y principios del XX el córnico sobrevivió como lengua de ámbito doméstico en el seno de algunas familias.
A pesar de haber desaparecido como lengua común a partir del siglo XVIII, desde el primer cuarto del siglo XX hay intentos de recuperación, lo cual se ha conseguido notablemente. El comienzo del resurgimiento data de 1904, cuando Henry Jenner publicó su Handbook of the Cornish Language; durante los siguientes sesenta años, se recuperó el lenguaje escrito y, en un ámbito muy reducido, la lengua hablada, debido sobre todo a la falta de comunicación y a la dificultad de los hablantes para reunirse. Sin embargo, la mejora de los medios de comunicación y de transporte a lo largo del siglo XX hicieron más fácil la comunicación entre los hablantes: hay casos de padres que empezaron a hablar a sus hijos en córnico, lo cual ha creado nuevos hablantes nativos,[cita requerida] tras más de un siglo de silencio público.
En 1933, se celebró la primera misa en córnico; durante los siguientes cuarenta años, hubo una media de tres al año. Además, en 1997, el obispo de Truro aprendió el idioma y pasó a formar parte del comité para coordinar la traducción de la Biblia. 
Hoy en día, hay diversas asociaciones de protección de la lengua, entre las que destaca la Kesva an Taves Kernewek. También se estudia en algunas escuelas como asignatura optativa; del mismo modo, hay un programa de radio semanal bilingüe de quince minutos en Radio Cornwall.
Pese al número creciente de personas que lo conocen y usan, ello no quiere decir que la lengua haya alcanzado un nivel de normalidad, con poblaciones cuyos habitantes hablan córnico la mayor parte del tiempo; la mayoría de los hablantes lo han aprendido en la escuela, lo cual es una traba para el conocimiento y la fluidez normal de la lengua. El interés por conservarla se demuestra principalmente mediante clases, juegos, canciones, paseos, servicios religiosos y bailes tradicionales. 
Un estudio realizado por Kenneth MacKinnon en 2000 estimaba en 300 el número de hablantes. En 2006, se estimó que la población que lo domina con fluidez es de aproximadamente 500 personas, si bien unos 3500 poseen ciertos conocimientos, o lo entienden con un nivel básico, pero no lo hablan. El Cornish Language Strategy project por su parte estimó en verano de 2008 en torno a 2000 el número de personas capaces de hablarlo fluidamente. En 2010 se inauguró una guardería en la que se cantan canciones y se aprenden los números y frases básicas en córnico.
Cornwall Folk Radio es una emisora de radio dedicada las 24 horas a folclore y cultura de Cornualles y el pueblo córnico, 24 horas en idioma córnico.

## Gramática

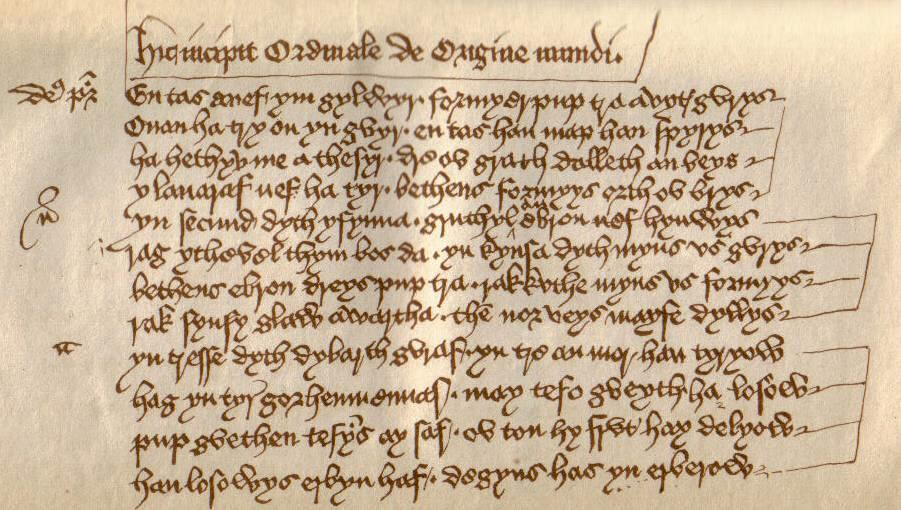
Texto en córnico

El vocabulario procede, en un 80 %, del céltico, si bien ha recibido notable influencia de otras lenguas a lo largo de los siglos, como del inglés o del latín. Un ejemplo de préstamos del latín son eglos', ecclesia' (iglesia), eur 'hora' (hora), korf 'corpus' (cuerpo), Krist 'Christus' (Cristo), spyrys 'spiritus' (espíritu), termyn 'terminus' (término). 
Hay dos géneros, masculino y femenino, y ciertas terminaciones que se corresponden con el género: por ejemplo, los abstractos en -yeth, los nombres de lugar en -va/-ek y los nombres formados añadiendo -en a un plural colectivo son femeninos; los nombres abstractos en -ans, -der/-ter, los nombres de lugar en -jy/-ty y todos los nombres verbales son masculinos.
Existe una docena de marcadores del plural, como lu 'ejército', (luyow); bron 'colina' (bronyon); pren 'árbol', (prenyer). Algunos plurales se forman por flexión interna, como dans/dyns ('diente'). No existe sistema de declinación: las relaciones sintácticas se indican mediante preposiciones o aposición.
La numeración del 1 al 10 es la siguiente: 1 onen/un; 2, deu; 3, try; 4, peswar; 5, pymp; 6, whegh; 7, seyth; 8, eth; 9, naw; 10,dek; 11, unnek; 12, deudhek; 20, ugans, 30, dek warn ugans; 40, deugans; 60, try ugans; 100, cans. Los números deu, try y peswar tienen formas femeninas: dyw, tyr y peder.
Los verbos tienen tres modos: indicativo, imperativo y subjuntivo. El indicativo consta de presente/futuro, pretérito, imperfecto y pluscuamperfecto; el subjuntivo, de presente/futuro e imperfecto.
Los pronombres personales son los siguientes: my (yo), ty (tú), ef (él), hy (ella), ny (1.ª persona del plural), why (2.ª persona del plural) e y (3.ª persona del plural).
El pronombre relativo es, en singular, hemma/homma 'esto'; en plural, an rema; en singular, henna/honna 'eso'; en plural, an rena. El interrogativo es pyu '¿quién?'; '¿qué?' se expresa de varias formas con la base py, como py lever '¿qué libro?'. 
La tipología lingüística del orden de la frase es sujeto, verbo y objeto, en cláusulas nominales; verbo, sujeto y objeto, en cláusulas verbales, y obligado en cláusulas subordinadas; también es posible el orden de complemento, sujeto y verbo, para enfatizar.

## Escritura
Durante mucho tiempo, el córnico se escribió de varias maneras: por ejemplo, siguiendo las costumbres ortográficas del inglés (el uso de "oo" para representar el sonido de la "u") o bien usando sistemas de escritura usados por celtistas. Sin embargo, en 1929, Robert Morton Nance normalizó la escritura con un sistema llamado Kernewek Unnyes (córnico unificado). Ese sistema se basaba en el córnico de los escritos medievales. Mucha gente, especialmente los lingüistas, pensó que no se podía revivir un idioma moderno a partir de como se hablaba hacia 400 años. Con el descubrimiento de las "Homilías de Tregear" y de la obra teatral "La creación del mundo", el conocimiento del córnico aumentó y surgió otro sistema de escritura, el Carnoack, basado en los últimos escritos encontrados y que se desarrolló a principios de los 80 del siglo XX. En esa época, el doctor Ken George comenzó a estudiar el idioma, a partir de criterios fonológicos: pasó un año en Bretaña y creó lo que en principio sería un sistema para unir el Kernewek Unnyes y el Carnoack, el llamado Kernewek Kemmyn (córnico común). 
En 1987, la Kesva an Taves Kernewek aceptó sus propuestas y oficializó ese sistema, aunque no todo el mundo está de acuerdo y algunos sigan usando alguno de los dos anteriores.

## Ejemplos de córnico

### Comparación léxica

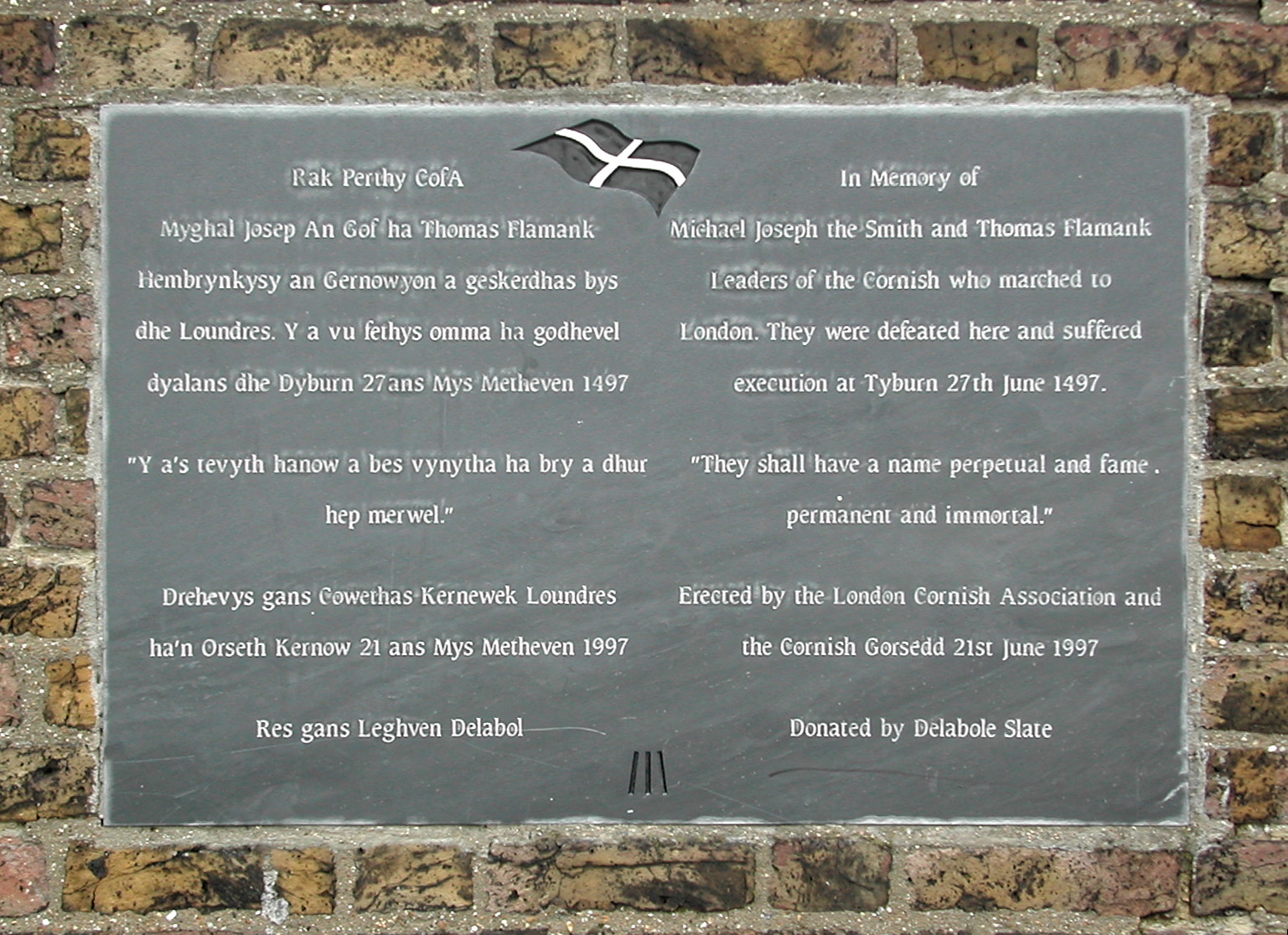
Placa bilingüe córnico-inglés

| Córnico (SWF) | Córnico (KK) | Galés              | Bretón      | GLOSA           |
| ------------- | ------------ | ------------------ | ----------- | --------------- |
| Kernewek      | Kernewek     | Cernyweg           | Kerneveureg | 'córnico'       |
| gwenenen      | gwenenenn    | gwenynen           | gwenanenn   | 'abeja'         |
| kador         | kador        | cadair             | kador       | 'cadera'        |
| keus          | keus         | caws               | keuz        | 'queso'         |
| dhe-ves       | dhe-ves      | y ffordd allan/mas | er-maez     | 'salida'        |
| kodha         | koedha       | cwympo             | kouezhañ    | 'caer'          |
| gaver         | gaver        | gafr               | gavr        | 'cabra'         |
| chi           | chi          | tŷ                 | ti          | 'casa'          |
| gweus         | gweus        | gwefus             | gweuz       | 'labio'         |
| aber          | aber         | aber, genau        | aber        | 'desembocadura' |
| niver         | niver        | rhif, nifer        | niver       | 'número'        |
| peren         | perenn       | gellygen, peren    | perenn      | 'pera'          |
| skol          | skol         | ysgol              | skol        | 'escuela'       |
| megi          | megi         | mygu               | mogediñ     | 'fumar'         |
| steren        | sterenn      | seren              | steredenn   | 'estrella'      |
| hedhyw        | hedhyw       | heddiw             | hiziv       | 'hoy'           |
| hwibana       | hwibana      | chwibanu           | c'hwibanat  | 'silbar'        |

### Frases comunes
| Córnico                                       | IPA                                                    | Castellano                                               |
| --------------------------------------------- | ------------------------------------------------------ | -------------------------------------------------------- |
| Myttin da                                     | [ˌmɪttɪn ˈda:]                                         | Buenos días                                              |
| Dydh da                                       | [ˌdɪ:ð ˈda:]                                           | Buen día                                                 |
| Fatla genes?                                  | [ˌfatla ˈgɛˑnɛs]                                       | ¿Qué tal?                                                |
| Yn poynt da, meur ras                         | [ɪn ˌpɔɪnt ˈda: ˌmœ:r ˈra:s]                           | Bien, gracias                                            |
| Py eur yw hi?                                 | [pɪ ˌœ:r ɪw ˈhi:]                                      | ¿Qué hora es?                                            |
| Ple'ma Rysrudh, mar pleg?                     | [ˈplɛ: ma: rɪzˈry:ð mar ˈplɛ:k]                        | Por favor, ¿dónde está Redruth?                          |
| Yma Rysrudh ogas dhe Gammbronn, heb mar!      | [ɪˈma: rɪzˈry:ð ˌɔˑgas ðə ˈgambrɔn hɛb ˈma:r]          | ¡Claro!, Redruth está cerca de Camborne.                 |
| Pandra vynn'ta dh'y eva? Pinta korev marpleg. | [ˈpandra ˌvɪnta ðɪ ɛˑva] - [ˌpinta ˈkoˑrɛv mar ˈplɛ:k] | ¿Qué quiere para beber? Una pinta de cerveza, por favor. |

Comienzo de la traducción al córnico (ortografía Kernewek Unys) del texto mitológico galés Pwyll Pendeuic Dyued:
- Pwyll Pensevyk Dyved o arluth war seyth keverang Dyved. Hag ef ow tryga yn Arberth, y ben-lys, whans o dhodho mos helghya. An ran a'y dyr a vynna helghya o Glyn Cuch, ha'n nos-na ef eth war y hens a Arberth ha dos bys dhe Llwyn Diarwyd. Hag ena y fu an nos-na. Ha ternos, yn yowynkneth an jeth, sevel a wruk ha dos dhe Lyn Cuch, rak dyllo y gun y'n cos. Y whethas an corn ha dalleth an helva, ha holya y helgun, ha kelly y gescowetha. Hag ef ow colsowes orth lef y vagas-hel, y clewas lef nep bagas aral hag y nyns ens unlef, hag yth esens ow tos erbyn y vagas-ef. Hag ef a welas lanergh y'n cos, o leven y don. Ha pan dheth y helgun dhe vyn an lanergh, ef a welas carow arak an bagas-hel aral. Hag yn ogas dhe gres an lanergh, otena'n bagas esa war y lergh ow talghenna ynno ha'y dewla dhe'n dor. Ena y fyras orth lyw an cun, hep predery a vyras orth an carow. Hag a'n helgun oll re welsa y'n bys, bythqueth ny welsa cun o unlyw gansa-y. Ha'ga lyw o gwyn golow splan ha'ga dywscovarn o cough. Ha kepar del derlentry gwynder an cun yndella y terlentry coughter aga dywscovarn. Gans henna ef a gerdhas dhe'n cun ha chassya dhe ves an re na a lathsa an carow, ha bosa y gun y honen war an carow.

1 En dasleth Deu grwes an nerw ha an aor.
2 Ha thera an bez heb composter, ha heb kanifer tra; ha tuylder rag mêr a dounder, ha spiriz Deu reeg guaya var budgeth an dour.
3 Ha Deu laveraz, gwrens bos golou, ha thera golou.

(Génesis 1:1-3, trad. John Boson, 1725)

1, Lebben an hagar-breeve o mouy foulze a vell onen vethell an Bestaz an gweale a reege an Arleth Deew Geele: ha e a lavarraze tha an venen, Eah! reeg Deew lawle, Che na raze debre a kenevrah gwethan an Looar.
2, Ha an venen a lavarraz tha a hagar-breeve, ni a ell debre a thore oll an gweth an loar,
3, Boz thort an gwethan a ez en crease an Loar, Deew a lavarraz why nara anethe na narewa e thotcha, lez why a varaw,
4, An hagar-breeve a lavarraz than Vennen, why nara seere merwall,
5, Reeg Deew a ore, a en jorna ah ero debre nothe, nena agoz Lagagow ra bos geres; ha why ra boaze pocara Deew a Cothaz Da ha Droag.

Génesis 3:1-5, según la traducción que realizó William Rowe (c. 1690).